# Умар Аджара
Умар Аджара (Ґджіарма) (д/н–1922) — 7-й маї (володар) Мандари в 1894—1911 і 1915—1922 роках. останній незалежний правитель держави.

## Життєпис
Походив з династії Санкре. Син маї Букара Нарбанхи. після загибелі того 1894 року посів трон. Намагався протистояти Рабіху аз-Зубайру, що у 1895—1896 роках вдирався до держави, сплюндрувавши області навколо старої столиці Дуло.
Водночас у 1900—19001 роках німецькі загони встановили владу в центральній частині Камеруну. 1902 року визнав зверхність Німецької імперії. В подальшому допомагав німцям перемогти державу Адамауа.
1911 році його син Букар Афаде повалив Умара. З початком у 1914 році Першої світової війни Умар підтримав французів, що атакували Камерун. На дяку ті після захоплення німецької колонії 1915 році відновили Умара на троні. Втім його влада була номінальною. Помер 1922 року.